# Furnaux
Furnaux (en wallon Furnå) est une section de la commune belge de Mettet située en Région wallonne dans la province de Namur.
La commune est bornée au nord par Graux, à l’est par Denée, au sud par Ermeton-sur-Biert et à l’ouest par Mettet. Appelée anciennement Fénal.
C'était une commune à part entière avant la fusion des communes de 1977.

## Étymologie
Le nom de Furnaux trouve son origine dans le nom germanique Flena que l’on avait donné
à une rivière qui se nomme aujourd’hui Fenal. Une rue du village porte d’ailleurs ce nom

## Évolution démographique
- Source: DGS, 1831 à 1970=recensements population, 1976= habitants au 31 décembre

## Histoire
Seigneurie hautaine relevant du seigneur de Morialmé, principauté de Liège; néanmoins, le comte de Namur y possédait certains droits.
A l’époque moderne, le territoire fait l’objet de multiples contestations entre Liège et Namur. Finalement, l’empereur le cède au prince-évêque de Liège le 26 août 1780.
L’agriculture est la source principale de revenus.
En 1830, la population s’élève à 314 habitants, répartis dans 65 maisons en pierre, couvertes de paille. Le village possède alors une église, une école et un vaste château appartenant à M. de Liedekerke, une carrière de pierre de taille, un moulin à farine mû par le ruisseau de Biesmerée et 8 métiers à tisser la toile.

## Patrimoine et folklore

### Lieux et monuments

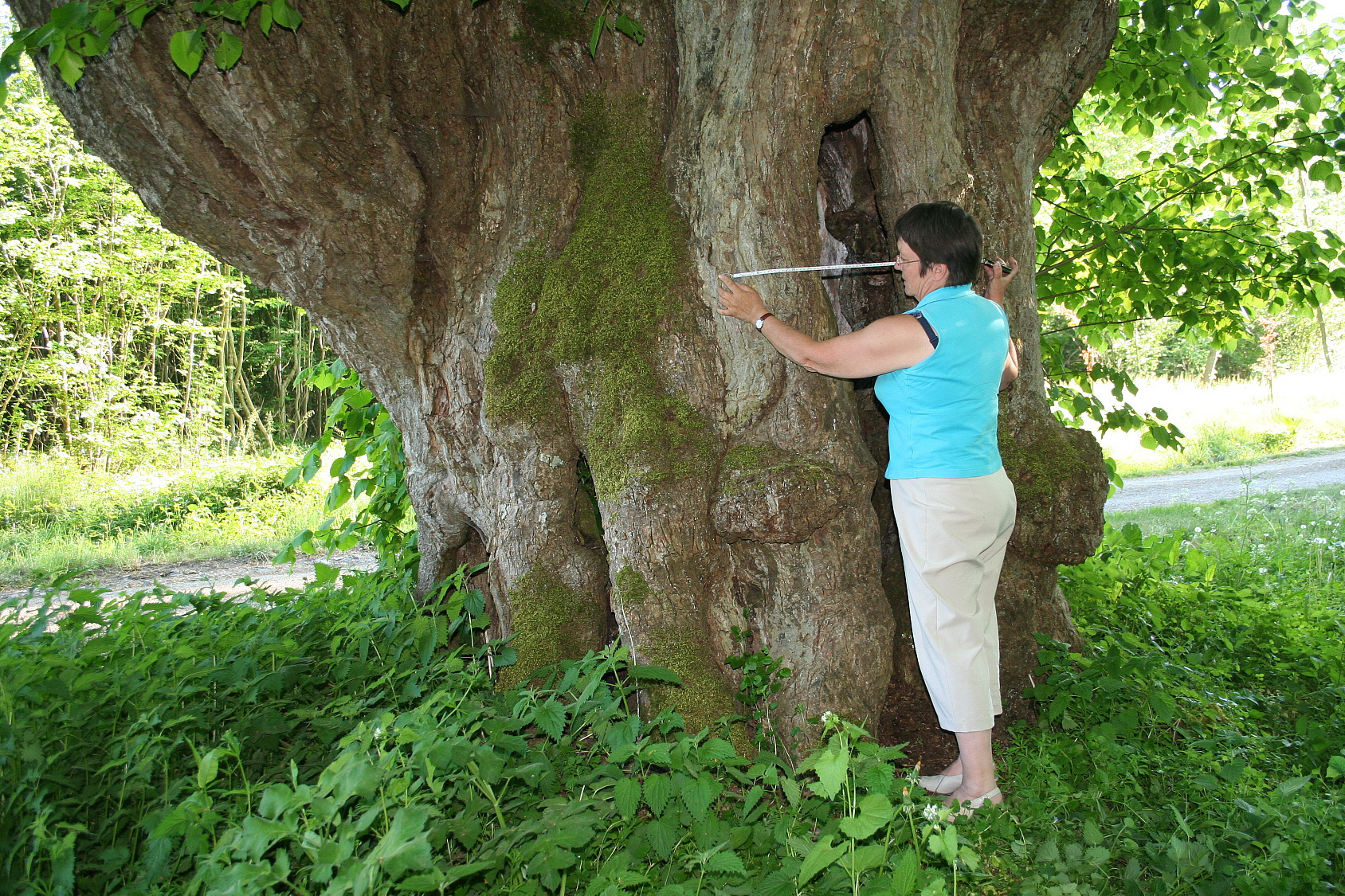
Tilleul dit Sabot de Saint-Nicolas.

#### Tilleul
Tilleul dit Sabot de Saint-Nicolas : Circonférence de 740 cm à 1,5 m du sol (en 2007).

#### Eglise Notre-Dame
L'église de Furnaux est dédiée à Notre-Dame et remonte au XVIe siècle. Elle possède de remarquables fonts baptismaux en pierre du XIIe siècle liés aux à ceux de l'église Saint-Barthélemy de Liège car ils ont en commun d'être inspirés de la même théologie, celle de Rupert de Deutz. Néanmoins, les fonts baptismaux de Furnaux sont d'une facture assez maladroite à côté de ceux de Liège ce qui fait la si grande particularité de ces derniers.

##### Fonts baptismaux romans de l'église Notre-Dame de Furnaux (1135-1150)

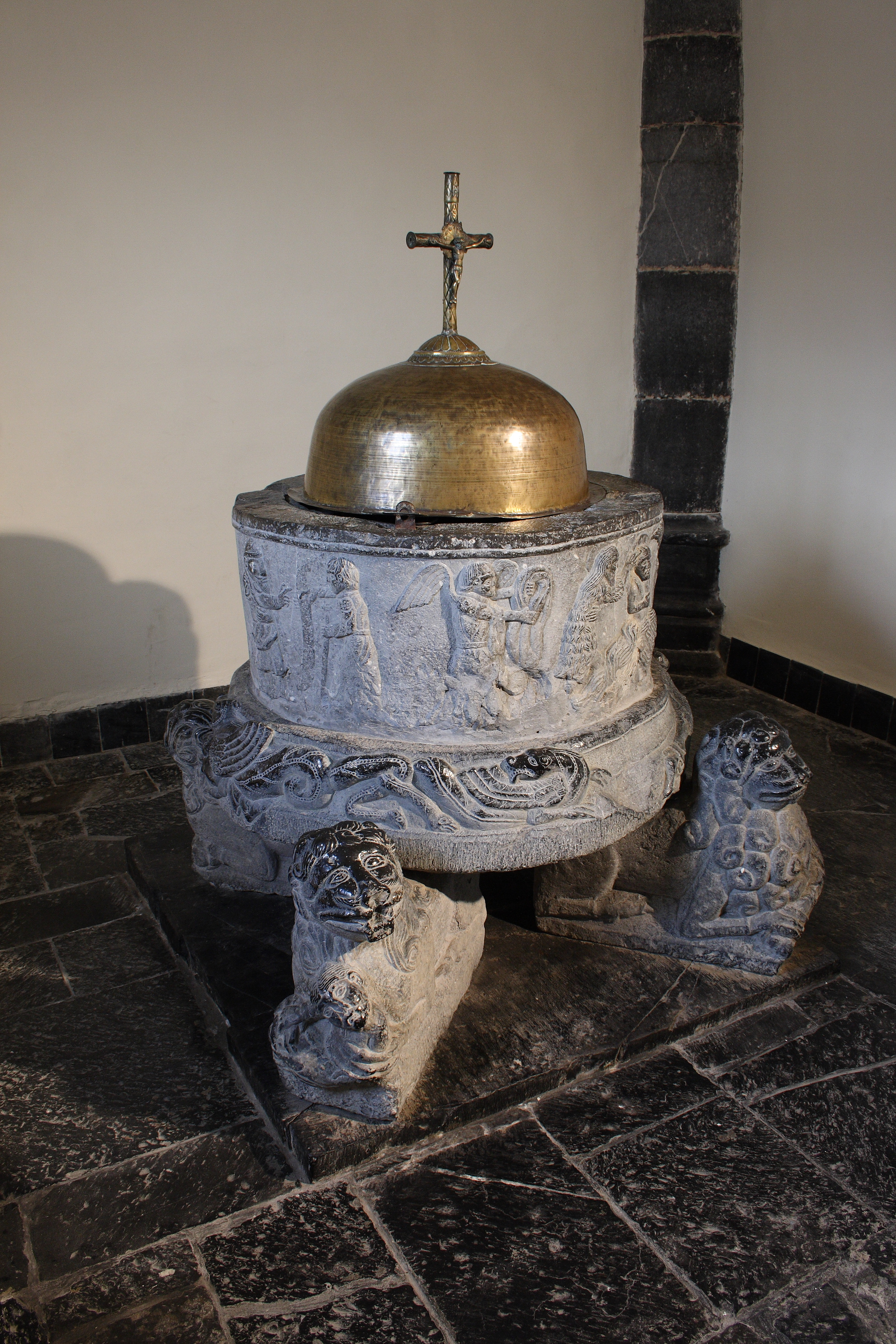
Fonts baptismaux.

Réalisés en calcaire de la Meuse, les fonts baptismaux romans de l'église Notre-Dame de Furnaux sont constitués de trois parties : une cuve circulaire, un socle et quatre supports monolithes en forme de lions.
La cuve représente le baptême du Christ et plusieurs autres scènes dont l'interprétation a varié dans le temps.
Le socle représente des dragons dévorant des hommes ainsi qu'Abraham et Lot prosternes devant le Seigneur.
Les quatre pieds monolithes qui supportent l'ensemble représentent deux lions dévorant des hommes (lions androphages), un lion tenant un livre entre ses griffes et un lion qui ne présente aucun signe particulier.